# Paul Parquet
Paul Parquet (* 1862; † 1916) war ein einflussreicher französischer Parfümeur und Mitinhaber von Houbigant.

## Leben
Paul Parquet trat 1880 in das Parfümeriehaus Houbigant als Miteigentümer ein und war die „Nase“ hinter deren großen Anfangserfolgen. Von ihm stammen unter anderem die Parfüms
- Fougère Royal (1882)
- Le Parfum Ideal (1896)
- Violette Pourpre (1907)
- Cœur de Jeannette (1912)

Bis zu seiner Ablösung durch Robert Bienaimé, den Schöpfer von Quelques Fleurs (1912), war Parquet der Chef-Parfümeur des Hauses Houbigant.

## Bedeutung
Mit der Verwendung von Coumarin in Fougère Royal („Königsfarn“), im Akkord mit Lavendel-, Zitrus- und Holz-Noten, revolutionierte Parquet die Parfümerie, indem er als erster synthetische Riechstoffe in seinen Kompositionen einsetzte. Da Farne keinen Geruch haben, war Fougère Royal auch der erste Duft, der mit der Imitation von Naturdüften brach und Fantasie-Noten einführte. Fougère Royal markierte damit den Anfang der modernen Parfümerie und wurde, bis zu seinem Verschwinden vom Markt in den späten 1960er Jahren, oft imitiert. So wurde er zum Prototyp einer ganzen Duftfamilie, der sogenannten Fougère-Parfüms.

## Berühmtes Zitat
„Wenn Gott Farnen einen Geruch mitgegeben hätte, so würden sie nach Fougère Royal duften“, Paul Parquet.